# 量子ゼノン効果
量子力学において、量子ゼノン効果（りょうしゼノンこうか、英: quantum Zeno effect）とは、短時間内での観測の繰り返しにより、時間発展による量子状態の他状態への遷移が抑制される現象。観測の頻度を高めていくと、究極的には時間発展が停まり、初期状態に留まり続けることを示唆するため、量子ゼノンパラドックスとも呼ばれる。量子ゼノンという名は「飛んでいる矢は観測している各瞬間で止まっている 」というゼノンのパラドックスに因む。また、ときに英語の諺「見つめる鍋は煮え立たない」(a watched kettle never boils) の量子力学版に例えられる。量子ゼノン効果は1977年にテキサス大学オースティン校の物理学者B. ミスラとE. C. G. スダルシャンによって、提起された。ミスラとスダルシャンは粒子が崩壊する不安定量子系で議論を行い、観測の繰り返しの極限では粒子が崩壊しないパラドックスが生じることを指摘した。1990年にアメリカ国立標準技術研究所のW. M. イターノらの研究グループはベリリウムイオンによる3準位系を用いた実験で量子ゼノン効果を初めて実証した。近年、量子情報理論では、量子ゼノン効果による量子状態の制御により、量子計算の妨げとなるデコヒーレンスを抑制する試みが提案されている。

## 概要
量子ゼノン効果は量子系の時間発展の短時間領域での振る舞いと観測による初期状態への射影により、普遍的に起こる。量子系のハミルトニアンを H とし、初期状態を |ψ0⟩ とする。また、簡略化のために換算プランク定数を ħ = 1 とする単位系をとる。このとき、シュレディンガー方程式に従う状態の時間発展は
{\displaystyle |\psi (t)\rangle =e^{-iHt}|\psi _{0}\rangle }
で与えられる。また、初期状態から時間発展した状態が初期状態に留まる生存振幅 A(t) と生存確率 p(t) を次式で導入する。
{\displaystyle A(t)=\langle \psi _{0}|\psi (t)\rangle =\langle \psi _{0}|e^{-iHt}|\psi _{0}\rangle }
{\displaystyle p(t)=|A(t)|^{2}=|\langle \psi _{0}|e^{-iHt}|\psi _{0}\rangle |^{2}}
初期時刻後の短時間領域 δt では、生存振幅と生存確率は
{\displaystyle A(\delta t)=1-i\langle H\rangle _{0}\delta t-{\frac {1}{2}}\langle H^{2}\rangle _{0}(\delta t)^{2}+O((\delta t)^{3})}
{\displaystyle p(\delta t)=1-(\Delta H)^{2}(\delta t)^{2}+O((\delta t)^{4})=1-{\frac {(\delta t)^{2}}{\tau _{z}^{\,2}}}+O((\delta t)^{4})}
と振る舞う。但し、O(·) はランダウの記号であり、⟨·⟩0 は初期状態での期待値 ⟨ψ0|·|ψ0⟩ を表すものとする。また、
{\displaystyle (\Delta H)^{2}=\langle H\rangle _{0}^{\,2}-\langle H^{2}\rangle _{0}}
{\displaystyle \tau _{Z}^{\,-2}=(\Delta H)^{2}}
とおいた。ここで時間区間 [0, t] にフォン・ノイマンの射影仮説に基づく観測を間隔 τ = t/N でN 回行う。初期時刻後に状態が初期状態のままであるかを確認する観測を行うと、間隔 τ が十分短ければ、状態は初期状態 |ψ0⟩ に射影される。その後、状態は再びシュレディンガー方程式に従って、時間発展する。よって、N 回の繰り返し後には生存確率 p(N)(t) は
{\displaystyle p^{(N)}(t)=p(\tau )^{N}\approx \left[1-\left({\frac {t}{N\tau _{z}}}\right)^{2}\right]^{N}}
になる。N を増やしていくと、p(N)(t) は1に近づく。これは、観測の頻度を上げると初期状態から他状態への遷移が抑制されることを意味する。この現象を量子ゼノン効果と呼ぶ。
さらに N → ∞ とする極限をとれば、
{\displaystyle \lim _{N\to \infty }p^{(N)}(t)=1}
となり、連続的に観測し続ける極限では系の状態は初期状態から動かなくなることになる。これは、例えば、放射性崩壊する量子力学的な粒子を連続的に観測し続けるならば、粒子はいつまでも崩壊しないことを示唆する。この一見して奇妙な帰結を量子ゼノンパラドックスと呼ぶ。量子ゼノン効果が広く受け入れられているのに対し、量子ゼノンパラドックスを導く観測の極限操作はあくまで机上の操作であり、物理的に可能な操作ではないという反論がなされている。

## 例
最も簡単な量子系として、ラビ振動を示す2状態系を考える。共鳴波長の光に応答する原子の2準位系や磁場に応答するスピン 1/2 の系はそうした例である。正規直交化された2状態を |1⟩, |2⟩ とすると、ハミルトニアンは2状態のエネルギー差を無視すると
{\displaystyle H=H_{int}={\frac {\Omega }{2}}(|1\rangle \langle 2|+|2\rangle \langle 1|)}
と表せる。但し、Ω はラビ振動数である。このとき、時刻 t = 0 での初期状態を |ψ(0)⟩ = |1⟩ とすると系の時間発展は、
{\displaystyle e^{-iHt}=\cos {(\Omega t/2)}I-i\sin {(\Omega t/2)}(|1\rangle \langle 2|+|2\rangle \langle 1|)\quad (I=|1\rangle \langle 1|+|2\rangle \langle 2|)}
{\displaystyle |\psi (t)\rangle =e^{-iHt}|1\rangle =\cos {(\Omega t/2)}|1\rangle -i\sin {(\Omega t/2)}|2\rangle }
であり、生存振幅と生存確率はそれぞれ、
{\displaystyle A(t)=\langle \psi (t)|1\rangle =\cos {(\Omega t/2)}}
{\displaystyle p(t)=|A(t)|^{2}=\cos ^{2}{(\Omega t/2)}}
で与えられる。時間区間 [0, t] に観測を間隔 τ = t/N でN 回行うと、 N 回観測後の生存確率 p(N)(t) は
{\displaystyle p^{(N)}(t)\approx \left(1-{\frac {\Omega ^{2}\tau ^{2}}{4}}\right)^{2N}}
となり、観測回数 N を増やしていくと、p(N)(t) は1に近づく。

## 実験

### 最初の実験
量子ゼノン効果は1990年にアメリカ国立標準技術研究所のW. M. イターノらの実験によって、初めて確認された。イターノらの実験はベリリウムイオン9Be+による3準位系を用いたものである。まず、約 5×103 個のベリリウムイオンは、電場と磁場を組み合わせたペニングトラップに閉じ込められ、レーザー冷却で冷却される。ベリリウムイオンは最初にレーザー光による光ポンピングで準位1の状態 |1⟩ に準備される。ここで共鳴無線周波数の磁場パルスを印加することで、準位1の状態 |1⟩ と準位2の状態 |2⟩ の間でラビ振動が起きる。ここで初期状態が |1⟩ であるとき、時刻 t での |1⟩ と |2⟩ の生存確率はそれぞれ、
{\displaystyle p_{1}(t)=\cos ^{2}{(\Omega t/2)}={\frac {1}{2}}\{1+\cos {(\Omega t)}\}}
{\displaystyle p_{2}(t)=\sin ^{2}{(\Omega t/2)}={\frac {1}{2}}\{1-\cos {(\Omega t)}\}}
で与えられる。但し、Ω はラビ振動数である。もし、この磁場パルスの印加時間を T = π/Ω（πパルス）とすると、時刻 T には状態は完全に |2⟩ に遷移し、
{\displaystyle p_{2}(T)=1}
となる。一方、準位3の状態 |3⟩ は崩壊により、準位1の状態 |1⟩ のみに遷移することが可能な不安定状態である。状態 |3⟩ から状態 |1⟩ への崩壊では光子が放出される。|1⟩ から |3⟩ への励起はレーザー光の照射で生じさせることができる。このレーザー光の短時間での照射は観測に対応し、ラビ振動での |1⟩ と |2⟩ の重ね合わせ状態は、|1⟩ または |2⟩ に射影される。|1⟩ に射影された場合、状態は |3⟩ に励起された後、光子の放出ともに |1⟩ に崩壊する。一方、|2⟩ に射影された場合、状態は |3⟩ に励起されず、光子の放出は起きない。共鳴磁場パルスの印加中に充分短い時間でのレーザー光照射を等間隔で N 回繰り返すと、量子ゼノン効果により、時刻 T での状態 |2⟩ の生存確率は
{\displaystyle p_{2}(T)={\frac {1}{2}}\{1-\cos ^{N}{(\pi /N)}\}}
になると予想されるが、イターノらの実験結果はこの予想を再現した。
　上記のようにイターノらはB. ミスラとE. C. G. スダルシャンが用いたフォン・ノイマンの射影仮説に基づいて上記のp2(T) の公式を導いたが、その導出は射影仮説を援用せずにシュレディンガー方程式の解として純粋に力学過程として導き出すことができることが示されている。そういう意味で、イターノらの実験結果によって、フォン・ノイマンの観測の理論の射影仮説に対する実験的検証がなされた訳でない。

### 不安定量子系
当初、ミスラとスダルシャンが提唱した不安定量子系での量子ゼノン効果は、2001年にテキサス大学オースティン校のM. レイゼンが率いる研究グループによって、初めて実証された。レイゼンらは、極低温で光学トラップに閉じ込められたナトリウム原子のトンネル現象を用いた不安定量子系で、量子ゼノン効果と量子アンチゼノン効果を実現させた。この実験では、まず約 3×105 個のナトリウム原子がレーザー冷却による光モラサス効果と磁気光学トラップで極低温状態に置かれる。その後、ナトリウム原子は光学トラップでトラップされる。実験で用いられた光学トラップのポテンシャルは加速度 a で運動する余弦波 の周期ポテンシャル V0 cos(kLx − at2) である。トラップされたナトリウム原子は光学トラップとともに移動するため、一定時間後に冷却レーザー照射下の光モラサス状態で、ルミネッセンスをCCDカメラで空間分布を確認することでトラップされた量を判別できる。加速度運動する光学トラップの並進座標系からみるとこの原子は傾斜した定在波のポテンシャル（洗濯板ポテンシャル）V0 cos(kLx) − Max′ を受ける。但し、x′ は加速度座標系での位置座標、M は原子の質量である。この系では加速度を変えることで傾斜を調整することができる。このポテンシャルにより、原子のエネルギーバンドが形成される。エネルギーが最低次のバンドはナトリウム原子がポテンシャルに完全にトラップされた束縛状態にあり、2番目のバンドでは部分的にトラップされる。それよりエネルギーが上のバンドではナトリウム原子はほぼ自由状態となる。量子力学的なトンネル効果により、トラップされた束縛状態から自由な連続スペクトル状態に遷移でき、不安定量子系である。レイゼンらの実験では、まず最低次のバンドのみにナトリウム原子が捕獲された状態を準備し、この状態から加速度をトンネリングが可能な加速度 atunel に変化させた。トンネル効果でポテンシャルから脱出したナトリウム原子は、空間分布から確認することができる。